# انوکنت اگبانکه
انوکنت اگبانکه (انگلیسی: Innocent Egbunike؛ زادهٔ ۳۰ نوامبر ۱۹۶۱) ورزشکار دو و میدانی اهل نیجریه است.
وی در مسابقات کشوری و بین‌المللی در مجموع برندهٔ ۲ مدال طلا، ۱ مدال نقره، ۱ مدال برنز شده‌است.